# Le Galérien (Michel Vaillant)
 (février 2017).
Si vous disposez d'ouvrages ou d'articles de référence ou si vous connaissez des sites web de qualité traitant du thème abordé ici, merci de compléter l'article en donnant les références utiles à sa vérifiabilité et en les liant à la section « Notes et références ».
Le Galérien est le trente-cinquième tome de la série Michel Vaillant. Suite de l'album K.O. pour Steve Warson, il a pour thème principal de décrire les difficultés du métier de directeur d'une écurie de Formule 1, au travers du personnage de Jean-Pierre Vaillant.

## Synopsis
Alors que se profile le Grand Prix automobile d'Italie à Monza, Steve Warson reste introuvable. Furieux, Jean-Pierre Vaillant décide de le renvoyer et de le remplacer par Pierre Dieudonné pour le Grand Prix, mais celui-ci doit renoncer à courir à cause d'un accident en qualifications. 
En cette fin de saison, les espoirs de titre de champion du monde reposent désormais sur les épaules de Michel et Jean-Pierre doit lui trouver un coéquipier qui pourra l'aider en piste mais qui doit aussi être de nationalité américaine pour satisfaire aux exigences de son sponsor. Grâce à Bernard Cahier, il recrute un jeune espoir américain, Frank "Indy" Wood, le frère de Julie Wood.

## Personnages réels présents
- Carlos Reutemann
- Gilles Villeneuve
- Niki Lauda
- Bernard Cahier